# Mark Buselli
Mark Buselli (* 3. Juni 1958) ist ein amerikanischer Jazzmusiker (Trompete, Flügelhorn, Komposition).

## Wirken
Buselli machte seinen ersten Abschluss am Berklee College of Music in Boston. Dann absolvierte er den Master-Jazzstudiengang an der Indiana University; dort wurde er mit einem Performers’ Certificate ausgezeichnet.
Buselli ist mit Künstlern wie Bobby McFerrin, Slide Hampton, Jimmy Heath, Slam Stewart, Natalie Cole, Vic Damone, Claude Sifferlen und Ben Vereen aufgetreten. Er hat für die ehemaligen Präsidenten Jimmy Carter, George H. W. Bush, Bill Clinton und George W. Bush gespielt. Er trat als Trompetensolist in dem preisgekrönten Kurzfilm Claire and the Keys (2015) auf. Mit seinen Bands war er auf Tournee in Russland, China, Deutschland, Italien, Frankreich, Polen, der Schweiz und der Tschechischen Republik.
Buselli leitete den Jazzstudiengang an der Ball State University in Indiana.
Buselli hat über fünfzig Arrangements für Big Bands, Bläserensemble und das Duo Klavier/Trompete veröffentlicht. Er hat neun Aufnahmen als Leader bei den Plattenlabels Owlstudios und OA2 veröffentlicht. Gemeinsam mit dem Arrangeur Brent Wallarab leitet er das Buselli-Wallerab Jazz Orchestra in Indianapolis, dessen CD Basically Baker 2016 im Down Beat ausgezeichnet wurde. Dessen Album The Gennett Suite kam im 4. Quartal 2023 auf die Bestenliste beim Preis der Deutschen Schallplattenkritik.

## Preise und Auszeichnungen
Zu Busellis Auszeichnungen gehören der BSU College of Fine Arts Dean’s Creative Arts Award 2010/11, ein Creative Renewal Grant des Indianapolis Arts Council im Jahr 2005, eine Auszeichnung als Lehrer des Jahres 2004 an der Butler University und ein Creative Vision Award von NUVO im Mai 2007. Er war Halbfinalist beim Wettbewerb Essentially Ellington Wettbewerb 2017 des Lincoln Center und Finalist bei der National Jazz Trumpet Competition. 2017 wurde er in die Indianapolis Jazz Hall of Fame aufgenommen.